# جان جونار سولي
جان جونار سولي (بالنرويجية البوكمول: Jan Gunnar Solli)‏ (19 أبريل 1981 بآرندال في النرويج - ) هو لاعب كرة قدم نرويجي في مركز الوسط. شارك مع منتخب النرويج تحت 21 سنة لكرة القدم ومنتخب النرويج لكرة القدم. أما مع النوادي، فقد لعب مع نادي أود ونادي بران ونادي روسنبورغ ونادي فوليرينغا ونادي هاماربي لكرة القدم ونيويورك ريد بولز.

## مسيرته الكروية
لعب جان جونار سولي خلال مسيرته الاحترافية مع 7 أندية في ثمانية عشر موسمًا وسجل خلالها 18 هدفًا ضمن 358 مباراة. حيث فاز في موسمين بالكأس وفي أربعة مواسم بالدوري.
خاض جان جونار سولي مسيرته مع نادي أود في موسم 2000 ليلعب معه أربعة مواسم، مشاركًا في 54 مباراة ولم يسجل أي هدف. ثم انتقل إلى نادي روسنبورغ في موسم 2003 ليلعب معه أربعة مواسم، حيث شارك في 85 مباراة سجل خلالها 3 أهداف. لينتقل بعدها إلى نادي بران في موسم 2007 ليلعب معه أربعة مواسم، مشاركًا في 97 مباراة سجل خلالها 8 أهداف. ثم انتقل إلى نادي نيويورك ريد بولز في عامي 2011-2013 ولمدة موسمين، مشاركًا في 55 مباراة سجل خلالها 3 أهداف. هذا وانتقل لاحقًا إلى نادي فوليرينغا ما بين عامي 2013 و2014 لمدة موسم واحد، مشاركًا في 21 مباراة سجل خلالها هدفين. ثم انتقل بعدها إلى نادي هاماربي لكرة القدم في عامي 2014-2016 ولمدة موسمين، مشاركًا في 42 مباراة سجل خلالها هدفين أيضًا. ليعود وينتقل من جديد، لكن هذه المرة إلى نادي شايد ما بين عامي 2016 و2017 لمدة موسم واحد، مشاركًا في 4 مباريات ولم يسجل أي هدف.

## وصلات خارجية
- جان جونار سولي على موقع IMDb (الإنجليزية)

- جان جونار سولي على موقع اتحاد النرويج (النرويجية)
- جان جونار سولي على موقع اتحاد السويد (السويدية)
- جان جونار سولي على موقع الدوري الأمريكي (الإنجليزية)
- جان جونار سولي على موقع قاعدة بيانات كرة القدم.إي يو (الإنجليزية)
- جان جونار سولي على موقع ناشيونال فوتبول تيمز (الإنجليزية)
- جان جونار سولي على موقع عالم كرة القدم.نت (الإنجليزية)